# Wapen van Sint Annaparochie

Het wapen van Sint Annaparochie

Het wapen van Sint Annaparochie is het dorpswapen van het dorp Sint Annaparochie in de Nederlandse provincie Friesland. Het wapen is niet erkend door de Hoge Raad van Adel en heeft daardoor geen officiële status.

## Herkomst
De herkomst van het wapen is te herleiden tot een rijmpje dat bij de bevolking bekend is.  Het rijmpje gaat als volgt: "Een pot en een pan is het wapen van Sint-An". Daar rijmpjes geen officiële bronnen zijn, werd het rijmpje niet gebruikt voor het vaststellen van het wapen. In 1999 vroeg Westhoek bij de Fryske Rie foar Heraldyk een wapen aan, hierop werden voor de andere dorpen binnen de gemeente Het Bildt ook wapens aangevraagd. Om het te ontwerpen wapen historisch meer binding te geven werd het besproken oude wapen (goud met zwarte pot en pan) vermeerderd met het wapen van de familie Van Haren, zij waren onder andere grietman in Het Bildt. 
In plaats van het volledige wapen van de Van Harens werd in de rechterbovenhoek (voor de kijker links) een gouden ster geplaatst. In Friesland is dit een teken dat die plaats een bestuurlijk centrum is. In het familiewapen wordt deze plek ingenomen door een goud veld met daarop drie rode schuinbalken.

## Blazoen
Hoewel het wapen geen officiële status binnen Nederland heeft, heeft de gemeente het wapen wel een beschrijving meegegeven. De beschrijving luidt als volgt:
Gedeeld: 1. van zilver, beladen met vier rode dwarsbalken; 2. van goud, beladen met een pot en een pan, beiden zwart; een blauw kanton, beladen met een gouden zespuntige ster.
Het wapen is verticaal gedeeld. Het eerste deel is van zilver met daarop vier rode dwarsbalken. In de rechterbovenhoek, voor de kijker links, een gouden ster op een blauwe achtergrond. In het naastgelegen deel een pot met drie poten met daaronder een pan. Beide zijn zwart en staan op een gouden achtergrond.

## Zie ook

Vlag van Sint Annaparochie

## Verwant wapen

Familiewapen Van Haren